# 3683 Бауман
3683 Бауман (енгл. 3683 Baumann) је астероид главног астероидног појаса чија средња удаљеност од Сунца износи 3,144 астрономских јединица (АЈ).
Апсолутна магнитуда астероида је 11,3.